# Holozoa
Holozoa o Olozoi (dal greco antico ὅλος (holos) "intero" e ζῷον (zoion) "animale") è un sottogruppo di organismi che include animali e i loro parenti unicellulari più prossimi, ma esclude funghi e tutti gli altri organismi.
Insieme ammontano a più di 1,5 milioni di specie di organismi puramente eterotrofi, tra cui circa 300 specie unicellulari.
È costituito da vari organismi, vale a dire Metazoa (o animali) e i protisti Choanoflagellata, Filasterea, Pluriformea e Ichthyosporea. 
Insieme ai funghi e ad alcuni altri gruppi, Holozoa fa parte degli Opisthokonta, un gruppo di eucarioti. 
Choanofila era precedentemente utilizzato come nome per un sottogruppo simile a Holozoa nella composizione, ma il suo utilizzo è ora sconsigliato perché esclude gli animali ed è quindi parafiletico.
Nella moderna classificazione, dunque, si usa suddividere gli Olozoi in quattro cladi, o infragruppi:
- Ichthyosporea Protisti per lo più parassiti di pesci e altri animali.
- Tunicaraptor contenente la singola specie Tunicaraptor unikontum, scoperta nel 2020 nelle acque marine del Cile. È un lignaggio di flagellati predatori strettamente imparentati con gli animali. Ha una rara struttura alimentare non osservata in altri opisthokonti.
- Pluriformea È un clade fratello proposto dei Filozoa ed è costituito da due solo generi: Syssomonas e Corallochytrea.
- Filozoa È l'infragruppo più ampio, un raggruppamento monofiletico di organismi viventi all'interno degli Olozoi. Include gli animali e i loro parenti unicellulari più prossimi (quegli organismi che sono più strettamente imparentati con gli animali che con i funghi).

I protisti olozoici svolgono un ruolo cruciale nella comprensione dei passaggi evolutivi che hanno portato all'emergere di animali multicellulari da antenati unicellulari. Recenti studi genomici hanno fatto luce sulle relazioni evolutive tra i vari lignaggi olozoici, rivelando intuizioni sulle origini della multicellularità. Alcuni fossili di possibili metazoi sono stati reinterpretati come protisti olozoici.

## Analisi cladistica
Gli Holozoa, insieme a un clade che contiene funghi e i loro parenti protisti (Holomycota), fanno parte del più ampio supergruppo di eucarioti noto come Opisthokonta.
Gli Holozoa si sono separati dal loro antenato opisthokonta circa 1070 milioni di anni fa (Mya). 
I Coanoflagellati, gli animali e i Filasterea si raggruppano insieme nell'infragruppoo Filozoa.
All'interno dei Filozoa, i coanoflagellati e gli animali si raggruppano insieme nel superregno Choanozoa...
Sulla base di analisi filogenetiche e filogenomiche, il cladogramma degli Holozoa è mostrato di seguito:
|  | Cristidiscoidea |
|  |                 |
|  | Fungi           |
|  |                 |

|  | Dermocystida   |
|  |                |
|  | Ichthyophonida |
|  |                |

|  | Corallochytrium |
|  |                 |
|  | Syssomonas      |
|  |                 |

|                  | Choanoflagellata                           |
|                  |                                            |
|                  | \| \| Metazoa \| \| multicellularity \| \| |
|                  |                                            |
|                  | Metazoa                                    |
| multicellularity |                                            |

|                  | Metazoa |
| multicellularity |         |

|                  | Choanoflagellata                           |
|                  |                                            |
|                  | \| \| Metazoa \| \| multicellularity \| \| |
|                  |                                            |
|                  | Metazoa                                    |
| multicellularity |                                            |

|                  | Metazoa |
| multicellularity |         |

|  | Dermocystida   |
|  |                |
|  | Ichthyophonida |
|  |                |

|  | Corallochytrium |
|  |                 |
|  | Syssomonas      |
|  |                 |

|                  | Choanoflagellata                           |
|                  |                                            |
|                  | \| \| Metazoa \| \| multicellularity \| \| |
|                  |                                            |
|                  | Metazoa                                    |
| multicellularity |                                            |

|                  | Metazoa |
| multicellularity |         |

|                  | Choanoflagellata                           |
|                  |                                            |
|                  | \| \| Metazoa \| \| multicellularity \| \| |
|                  |                                            |
|                  | Metazoa                                    |
| multicellularity |                                            |

|                  | Metazoa |
| multicellularity |         |

|  | Cristidiscoidea |
|  |                 |
|  | Fungi           |
|  |                 |

|  | Dermocystida   |
|  |                |
|  | Ichthyophonida |
|  |                |

|  | Corallochytrium |
|  |                 |
|  | Syssomonas      |
|  |                 |

|                  | Choanoflagellata                           |
|                  |                                            |
|                  | \| \| Metazoa \| \| multicellularity \| \| |
|                  |                                            |
|                  | Metazoa                                    |
| multicellularity |                                            |

|                  | Metazoa |
| multicellularity |         |

|                  | Choanoflagellata                           |
|                  |                                            |
|                  | \| \| Metazoa \| \| multicellularity \| \| |
|                  |                                            |
|                  | Metazoa                                    |
| multicellularity |                                            |

|                  | Metazoa |
| multicellularity |         |

|  | Dermocystida   |
|  |                |
|  | Ichthyophonida |
|  |                |

|  | Corallochytrium |
|  |                 |
|  | Syssomonas      |
|  |                 |

|                  | Choanoflagellata                           |
|                  |                                            |
|                  | \| \| Metazoa \| \| multicellularity \| \| |
|                  |                                            |
|                  | Metazoa                                    |
| multicellularity |                                            |

|                  | Metazoa |
| multicellularity |         |

|                  | Choanoflagellata                           |
|                  |                                            |
|                  | \| \| Metazoa \| \| multicellularity \| \| |
|                  |                                            |
|                  | Metazoa                                    |
| multicellularity |                                            |

|                  | Metazoa |
| multicellularity |         |